# Kara kryminalna
Kara kryminalna – podstawowy (i szczególnie ostry) środek przymusu przewidziany przez prawo karne, wymierzany przez organ państwowy (sąd) w akcie ujemnego ocenienia zachowania sprawcy, stosowany w celu ochrony stosunków (wartości) społecznych. Wykonanie kary kryminalnej wiąże się z dolegliwością moralną lub ekonomiczną dla sprawcy oraz jego rodziny.
Kara jest opisywana jako odpłata złem za zło, co nie wyklucza działania w celu zapobieżenia powrotu do przestępstwa (resocjalizacji).
Ten środek prawny różni się od środków stosowanych w innych gałęziach prawa; w polskim języku prawnym i prawniczym istnieje celowe rozróżnienie: w postępowaniu karnym sąd orzeka karę (art. 11 k.p.k.), natomiast w cywilnym – zasądza roszczenie (art. 316 § 1 k.p.c.), świadczenie (art. 322 k.p.c.), odpowiednią sumę (art. 322 k.p.c.).
Wymierzenie kary ma za zadanie zadośćuczynić pokrzywdzonemu, ale także ogólnemu poczuciu sprawiedliwości.

## Polski katalog kar
Obecnie od stycznia 2020 r. w Polsce ustawami karnymi o charakterze podstawowym (tj. będącymi podstawą regulacji danej dziedziny) są Kodeks karny oraz Kodeks karny skarbowy.
Kodeks karny zna od 2023 r. cztery kary kryminalne powszechne: karę grzywny, karę ograniczenia wolności, karę pozbawienia wolności oraz karę dożywotniego pozbawienia wolności. W 2023 r. zniesiono karę 25 lat pozbawienia wolności. Istnieje ponadto kara aresztu wojskowego, stosowana wobec żołnierzy, do której stosuje się odpowiednio przepisy o karze pozbawienia wolności.
Kodeks karny skarbowy określa trzy kary: karę grzywny, karę ograniczenia wolności oraz karę pozbawienia wolności.